# 크로스티노

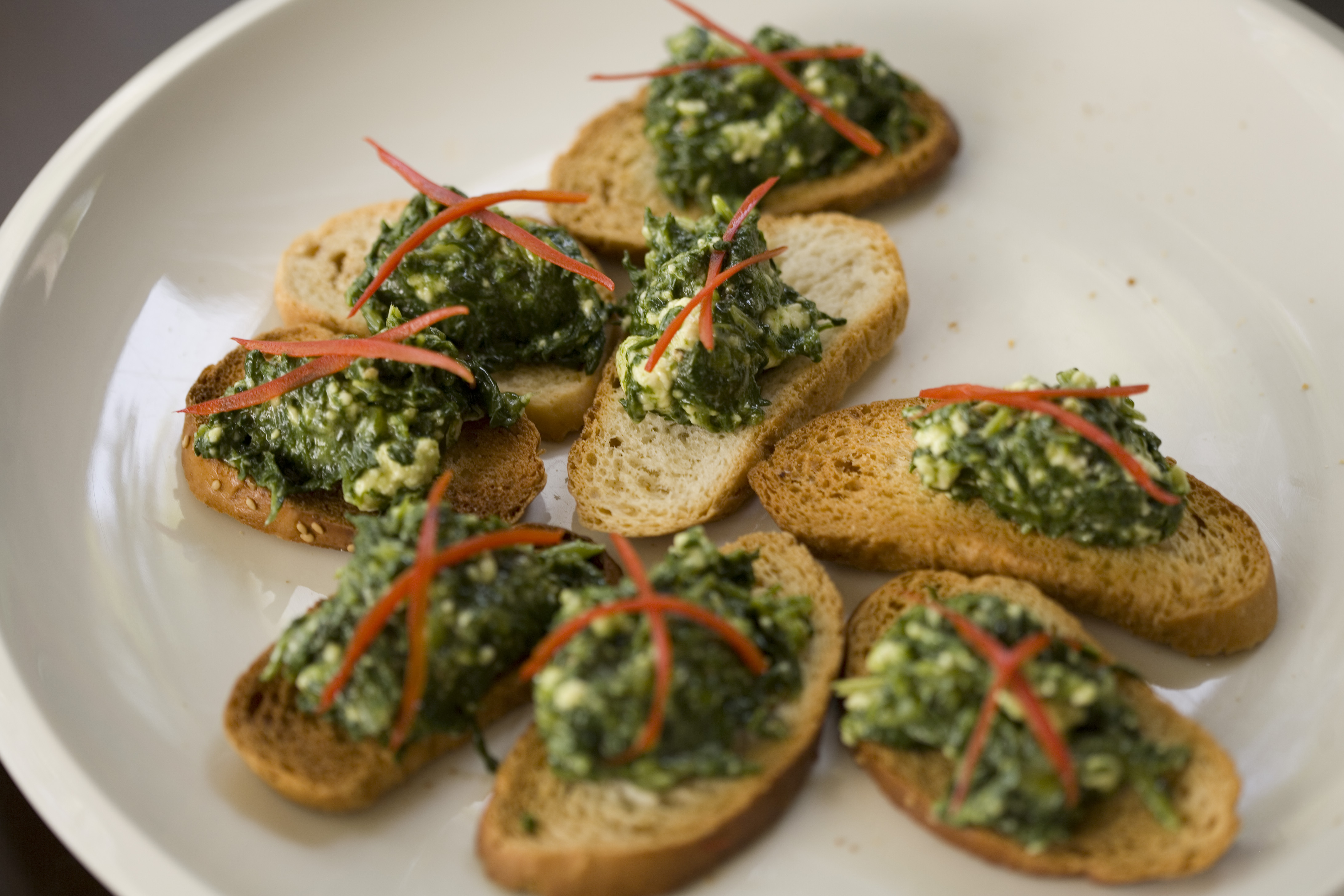
크로스티노

크로스티노 (Crostino, 작은 토스트라는 뜻)는 이탈리아 요리 중 하나로 에피타이저의 일종이다. 토스트빵을 작게 잘라 살짝 구워서 위에 토핑을 얹는 것이다. 토핑은 치즈, 고기, 야채 등이며 허브나 소스, 올리브유를 곁들여 조리하는데 구울 수도 있다. 보통은 치아바타로 만들며 포도주와 함께 먹는다.
브루스케타와 함께 크로스티노는 중세 소작농들이 만들어 먹으면서 시작된 것으로 알려져 있는데 자기와 같은 그릇에 먹는 것 대신 그냥 편하게 들기 먹기 좋도록 만들었던 것으로 보인다.

## 같이 보기
- 치아바타
- 파니니
- 브루스케타